# Lipoltice
Lipoltice je obec v okrese Pardubice, ležící 4 kilometry západně od městysu Choltice a asi 6 km jižně od Přelouče. Obec se skládá ze tří místních částí – Lipoltice, Pelechov a Sovoluská Lhota. Žije zde 441 obyvatel. V celé obci je registrováno celkem 210 domů, z toho v Lipolticích 114.

## Historie
Datum založení obce není známo, první písemná zmínka o obci Lipoltice pochází z roku 1257, kdy v obci byla již tvrz. Roku 1268 se připomíná Gallus de Lupoliz, pravděpodobně týž se k roku 1282 píše česky Habel de Lippoliticz." 

## Obecní správa
V letech 1850–1880 k obci patřily i Poběžovice u Přelouče.

## Památky v obci
- Raně gotický farní kostel svatého Matouše, přibližně z roku 1280.
- Vodní mlýn